# Cyathea fulva
Cyathea fulva là một loài thực vật có mạch trong họ Cyatheaceae. Loài này được (M. Martens & Galeotti) Fée mô tả khoa học đầu tiên năm 1857.